# البرلمان الفرنسي
مجلس النواب الفرنسي  أو البرلمان الفرنسي هو الهيئة التشريعية لحكومة فرنسا ويعتبر البرلمان الفرنسي مجلس ثنائي التمثيل فهو يتكون من :
- مجلس الشيوخ الفرنسي وهو مجلس أعلى
- الجمعية الوطنية الفرنسية وهو المجلس الأدنى

## انتخاب الممثلين

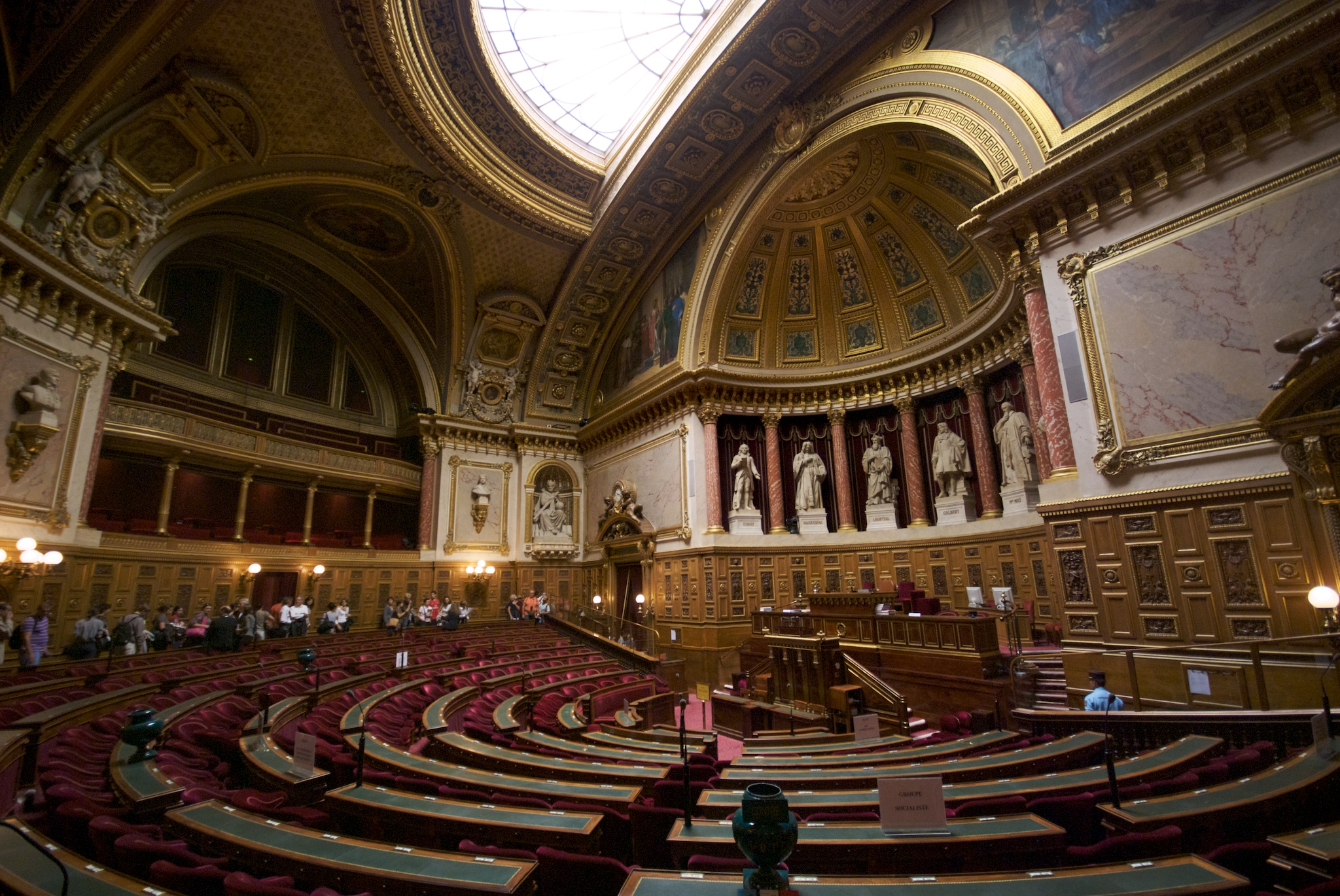
غرفة مجلس الشيوخ

يتكون البرلمان الحالي من مجلسين: مجلس الشيوخ الأعلى (بالفرنسية: le Sénat) والجمعية الوطنية الأدنى، اللذان يضمان 349 و577 عضوًا على التوالي.
يتم انتخاب النواب الذين يجلسون في الجمعية الوطنية عن طريق التصويت بأغلبية الأصوات على جولتين لمدة خمس سنوات، بغض النظر عن حل الجمعية. تضم كل دائرة انتخابية حوالي 100.000 نسمة، على الرغم من وجود بعض التباين في الحجم بين الدوائر الانتخابية الريفية والحضرية. على سبيل المثال، تضم دائرة فال دواز 188 ألف ناخب، في حين يبلغ عدد ناخب سان بيير وميكلون بالقرب من كندا 6000 ناخب فقط.
يتم انتخاب أعضاء مجلس الشيوخ عن طريق الاقتراع العام غير المباشر من قبل الناخبين الكبار، الذين يتكونون من النواب والمستشارين الإقليميين ومستشاري المقاطعات وممثلي أعضاء المجالس البلدية. ويشكل الأخيرون 95% من الهيئة الانتخابية.

## التنظيم والصلاحيات

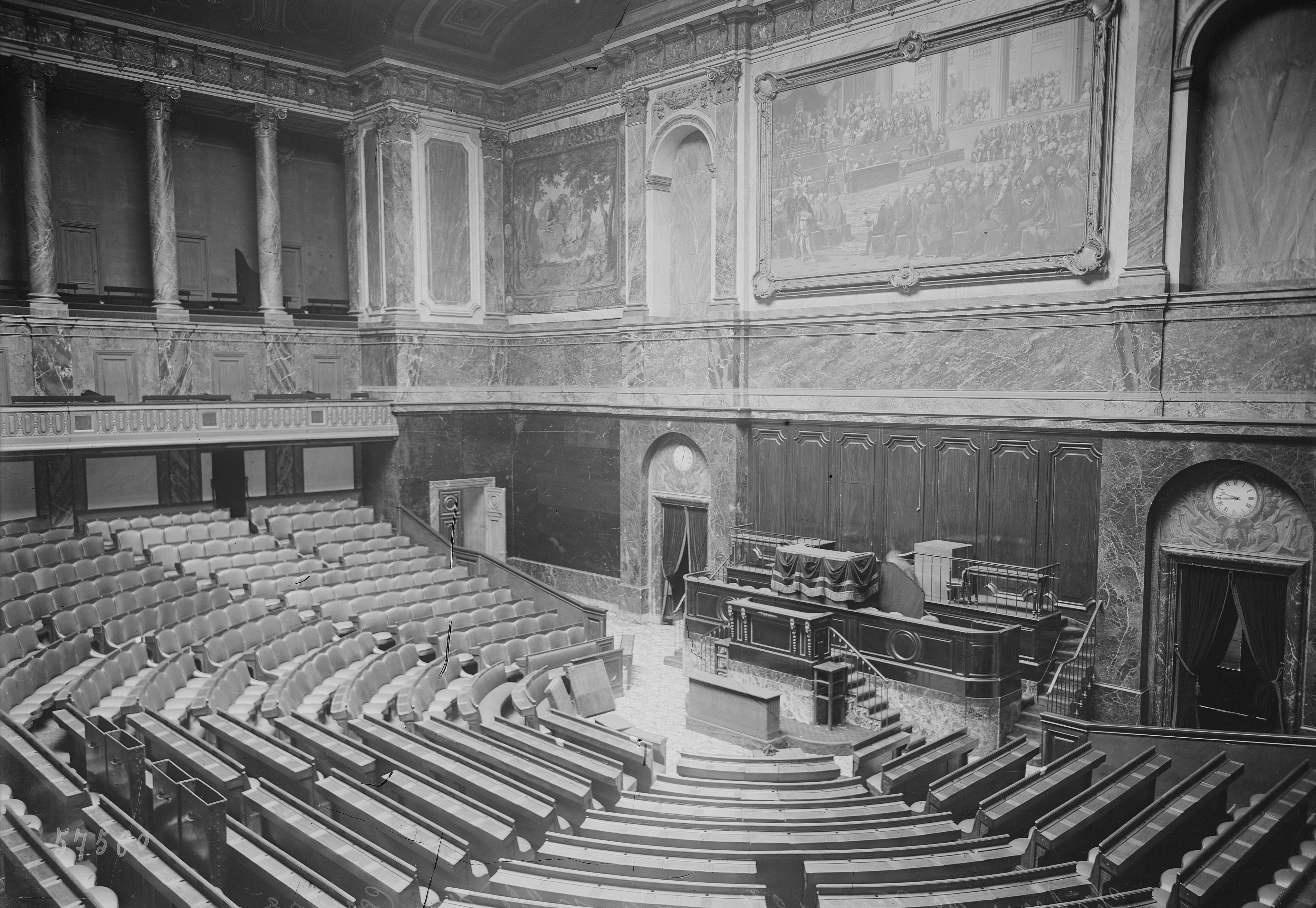
قصر فرساي قاعة المؤتمرات (الاستعدادات للانتخابات الرئاسية في يناير 1920).

عادة يجتمع البرلمان في دورة واحدة مدتها تسعة أشهر كل عام، ولكن في ظل ظروف خاصة، يمكن لرئيس فرنسا الدعوة إلى جلسة إضافية. كانت السلطة البرلمانية محدودة بعد قيام الجمهورية الخامسة؛ ومع ذلك، لا يزال بإمكان الجمعية الوطنية أن تتسبب في سقوط الحكومة إذا صوتت الأغلبية المطلقة من المشرعين لصالح اقتراح بحجب الثقة. ونتيجة لذلك، تتكون الحكومة عادة من أعضاء من الحزب السياسي الذي يهيمن على الجمعية ويجب أن تحظى بدعم الأغلبية هناك لمنع التصويت بحجب الثقة.
ويتمتع المشرعون بالحصانة البرلمانية. لدى كلا المجلسين لجان تكتب تقارير حول مجموعة متنوعة من المواضيع. وإذا لزم الأمر، يمكنهم إنشاء لجان تحقيق برلمانية ذات صلاحيات تحقيق واسعة. لكن هذا الأمر لا يُمارس على الإطلاق تقريباً، لأن الأغلبية قد ترفض اقتراحاً من المعارضة بإنشاء لجنة تحقيق. كما أنه لا يجوز إنشاء مثل هذه اللجنة إلا إذا كانت لا تتدخل في تحقيق قضائي، أي أنه من أجل إلغاء إنشائها، لا يلزم سوى توجيه اتهامات في الموضوع الذي تختص به لجنة التحقيق. منذ عام 2008، يجوز للمعارضة أن تفرض إنشاء لجنة تحقيق مرة واحدة في السنة، حتى ضد رغبة الأغلبية. ومع ذلك، ما زالوا غير قادرين على قيادة التحقيقات إذا كانت هناك قضية قضائية جارية بالفعل (أو تبدأ بعد تشكيل اللجنة).

## اللجان

### اللجان التشريعية الدائمة
هناك على الأكثر ثماني لجان دائمة في كل جمعية. وهم مسؤولون بشكل رئيسي عن مناقشة النصوص والتصويت عليها قبل الجلسات العامة. ومن الممكن، بناء على طلب الحكومة، إنشاء لجنة خاصة لنص محدد. يجوز للجنة الخاصة أو الدائمة استدعاء أي شخص ترى سماعه ضرورياً.

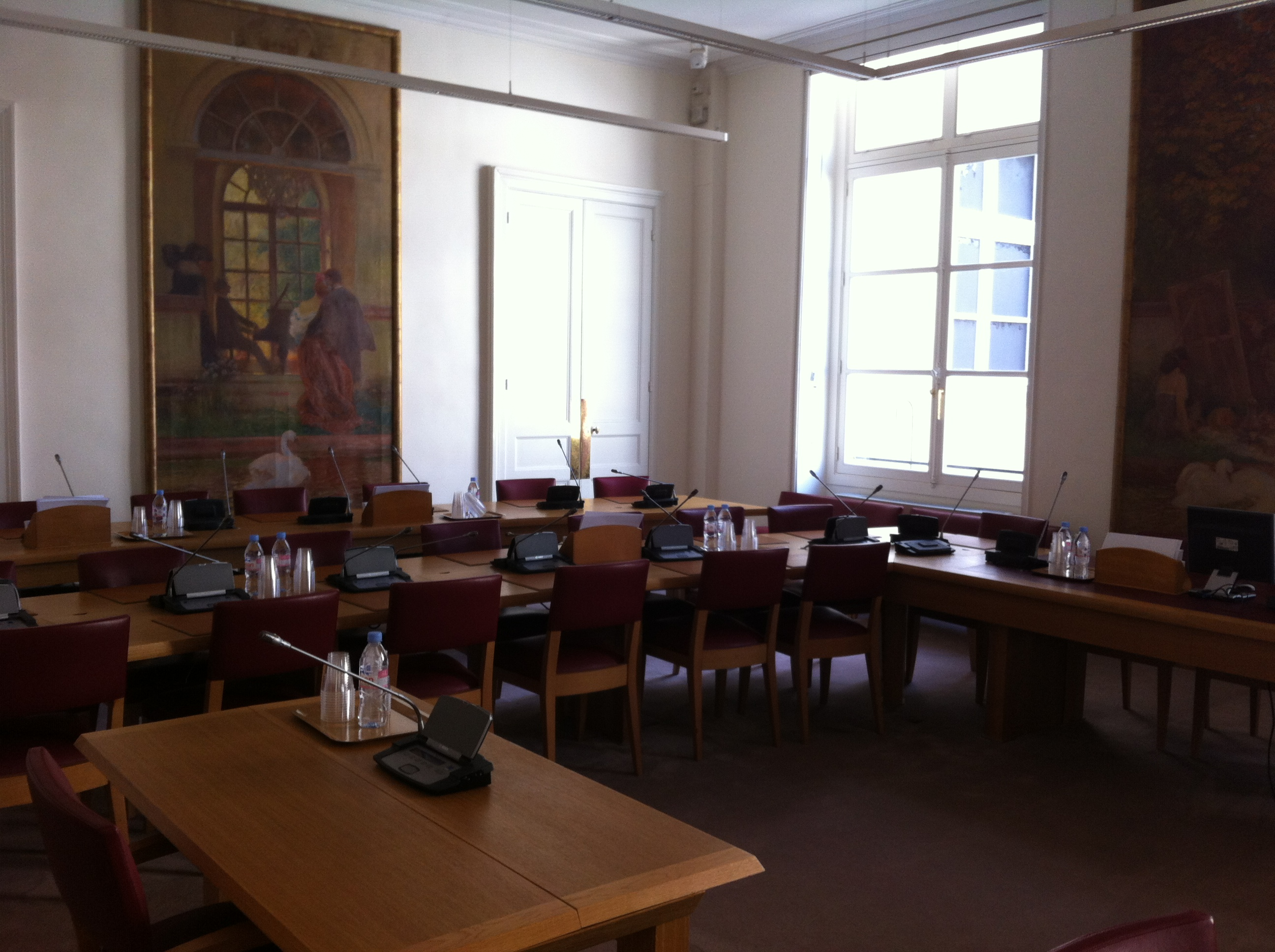
قاعة الاجتماعات في مجلس الشيوخ.

ينص القانون الدستوري الصادر في 23 يوليو/تموز 2008 على أن اللجنة الدائمة المختصة في كل مجلس يجب أن تبت في تعيينات معينة لرئيس الجمهورية، مثل أعضاء المجلس الدستوري. كما أن التعيينات في المجلس الدستوري التي يقوم بها رئيس كل غرفة تخضع لرأي اللجنة المختصة بالمجلس المعني.
منذ دخول القانون الأساسي المتعلق بقوانين المالية حيز التنفيذ، تتولى لجنة المالية مسؤولية مراقبة ميزانية الدولة واستخدامها.